# Hatvani Volán
A Hatvani Volán Közlekedési Zrt. Hatvan város helyi, valamint Hatvan környékének helyközi közlekedését látta el az egyetlen, Hatvanban található telephelyéről. A Hatvani Volán a régi nagy Mátra Volán egyik utódcégeként jött létre – az Agria és a Mátra Volán mellett – Magyarország legkisebb Volán vállalataként. A legtöbb autóbusz Hatvan autóbusz-állomásáról indult. 2015. január 1-én integrálódott a KMKK Középkelet-magyarországi Közlekedési Központba.

## Járműpark
A Hatvani Volán Zrt. 77 autóbuszt üzemeltet. Hatvan helyi közlekedését 8 buszvonalon a helyközi flotta kocsijai látják el általában Ikarus 260-as buszokkal.

### Helyközi buszok
- 1 Ikarus C80 csuklósbusz (2000)
- 11 Ikarus 260 szólóbusz (1986-1989, 1991)
- 6 Ikarus 256 szólóbusz (1986-1987, 1989-1990)
- 2 Ikarus 256.44 szólóbusz (1993, 1994)
- 4 Ikarus 415 szólóbusz (1994-1996)
- 4 Ikarus EAG E94 szólóbusz (1997-1998)
- 4 Ikarus C56 szólóbusz (2000-2001)
- 2 Credo IC 9,5 szólóbusz (2000-2001)
- 1 MAN SL223 szólóbusz (2003)
- 2 Credo EC 11 szólóbusz (2004)
- 11 Credo IC 12 szólóbusz (2005-2009)
- 2 Volvo Alfa Regio B12B szólóbusz (2006, 2008)
- 1 Credo EC 12 szólóbusz (2011)
- 1 Mercedes Vario O815 mikrobusz
- 2 Volkswagen LT46 mikrobusz

### Távolsági buszok
- 2 Ikarus 350 (1991)
- 3 Ikarus 256 Alfa (1992)
- 1 Ikarus 386 (1992)
- 6 Ikarus EAG 395 (1994-1996)
- 1 Ikarus EAG 398 (1996)
- 3 Ikarus EAG E95 (1998-1999, 2002)
- 1 Ikarus EAG E98 (2001)
- 1 Scania Irizar Century 12.35 (2002)
- 1 Credo LC 9,5 (2003)
- 2 Credo LC 11H (2003, 2005)
- 1 Credo LH 12 (2010)

## Külső hivatkozások
- Hatvani Volán Zrt.